# Last Night (Duncan Laurence)
Last Night is een nummer van de Nederlandse zanger Duncan Laurence uit 2020. Het is de vierde single van zijn debuutalbum Small Town Boy.
"Last Night" is een ballad die gaat over twee geliefden die vergeten goed naar elkaar te kijken en daardoor het zicht op zichzelf verliezen. Op Instagram schrijft Laurence over de betekenis van het lied: "Soms moeten we naar onszelf kijken om te doen wat goed is voor de mensen van wie we houden. Het is makkelijk om de fouten van een ander aan te wijzen, maar het vergt moed om naar binnen te kijken. "Last Night" is mijn eerbetoon aan imperfecte relaties, want kwetsbaarheid en imperfectie zijn mooier dan perfectie." Het nummer werd een klein radiohitje in Nederland. Toch bereikte het de Nederlandse Top 40 niet, het bleef hangen op een 18e positie in de Tipparade.